# عثث شبحية وأشباهها
العثث الشبحية وأشباهها أو العثث الخاطفة وأشباهها (الاسم العلمي:Hepialoidea) هي فوق فصيلة من الحشرات تتبع أصنوفة خارجيات المسم من  حرشفيات الأجنحة الحديثة.

## الأحافير
السجل الأحفوري للعثث الشبحية وأشباهها يبدو أنه قليل. تم وصف جنس العث الشبحي الأولي المنقرض (ربما ينتمي للعثث الشبحية) الذي يبلغ عمره حوالي 35 مليون سنة في جزيرة وايت. وأحفورة hepialoid التي تعود إلى  منذ منتصف الميوسين التي وجدت في الصين

## التصنيف
- العثث الشبحية
  - عث الشبح
- العثث الشبحية الصغيرة
  - العث الشبحي الصغير

## روابط خارجية
- Tree of Life
- Hepialidae of the World - List of Genera and Links to Species
- Common Name Index